# Distretto elettorale di Ndiyona
Il distretto elettorale di Ndiyona è un distretto elettorale della Namibia situato nella Regione di Kavango con 20.633 abitanti al censimento del 2011. Il capoluogo è la città di Ndiyona.
Il distretto comprende il Khaudom National Park e le seguenti località:
Nyangana, Shamwimbi, Twitwima, Kakekete, Tcotcoma, Cwibo, Shishidjo, Shakambu, Gcumagcashi, Cubambam, Cakwe e Causa.